# پورشه میژن ایکس
پورشه میژن ایکس (به انگلیسی: Porsche Mission X) یک خودروی اسپورت مفهومی الکتریکی است که توسط پورشه ساخته شده است. این خودرو در ژوئن ۲۰۲۳ ارائه شد و قرار است جانشین پورشه ۹۱۸ اسپایدر در زمان تولید آن در سال ۲۰۲۵ باشد.

## تاریخچه
میژن ایکس در مقدمه صدمین سالگرد ۲۴ ساعت لمانز در ۸ ژوئن ۲۰۲۳ به مناسبت نمایشگاه «۷۵ سال خودروهای اسپورت پورشه» در موزه پورشه در تسوفنهاوزن ارائه شد. بنابراین هفتاد و پنجمین سالگرد برند آلمانی را با عرضه پورشه ۳۵۶ رودستر در ۸ ژوئن ۱۹۴۸ جشن می‌گیرد.